# سیارک ۶۶۶۶۷
سیارک ۶۶۶۶۷ (به انگلیسی: 66667 Kambic، نامگذاری:1999TZ11) شصت و شش هزار و ششصد و شصت و هفتمین سیارک کشف شده‌است که در ۸ اکتبر ۱۹۹۹ کشف شد.